# Escil·la (filla de Forcis)

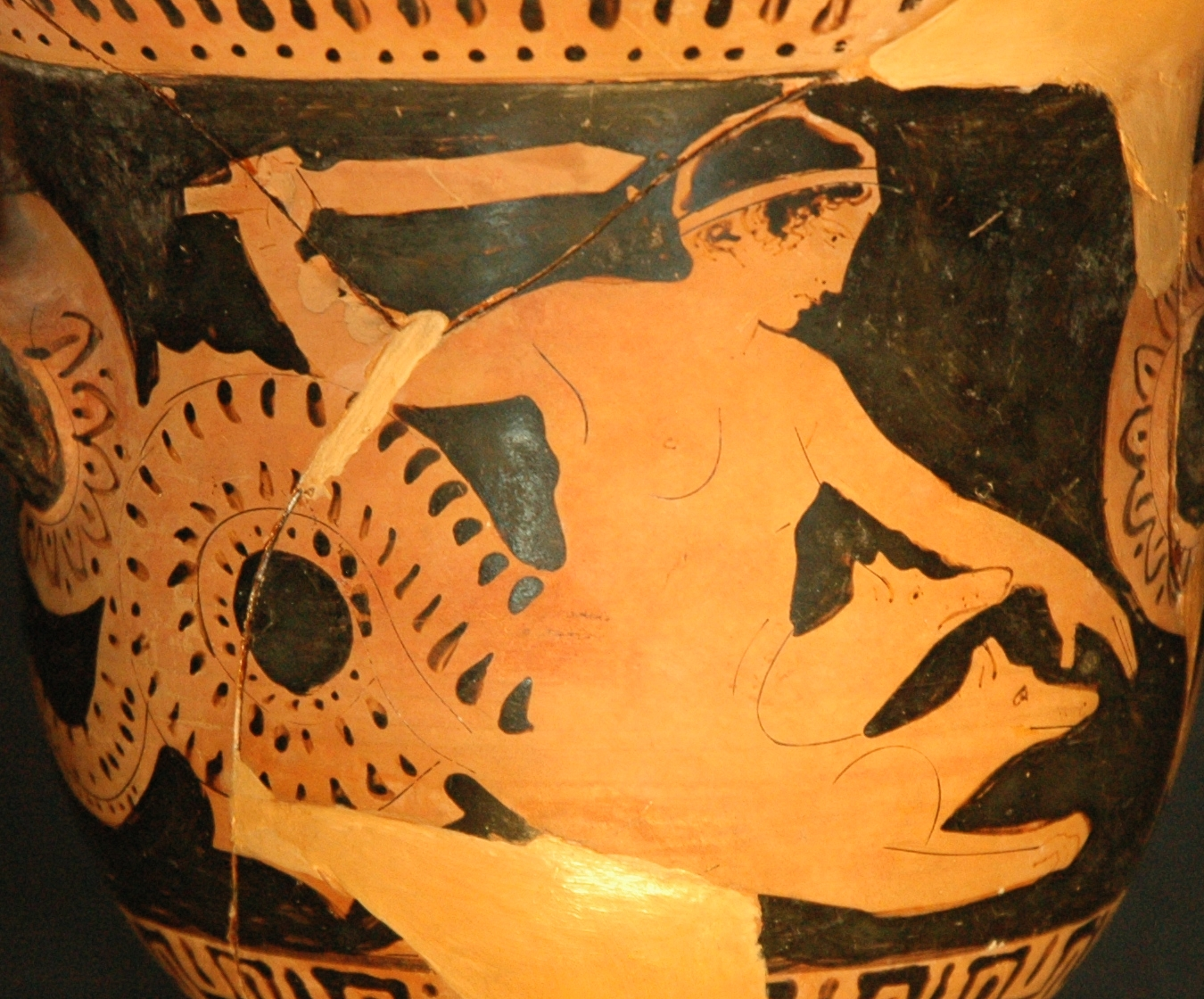
Odisseu i Escil·la. Detall d'un crater del Louvre, 450-425 aC

En la mitologia grega, Escil·la (en grec Σκύλλα) era una jove que va ser transformada mitjançant un encís en una criatura marina de sis caps condemnada a guardar l'Estret de Messina.
Aquesta figura mitològica apareix en les aventures d'Odisseu.
Es tracta d'un monstre del mar amb cap i cos de dona, encara que acabat aquest en forma de peix. Els seus pares van ser Hècate i Forcis, o bé Equidna i Tifó. De les seves extremitats inferiors sortien caps de gossos, encara que el seu lladrar era tan lleu com el d'un cadell, però no així la seva voracitat. Escil·la tenia dotze peus per a sostenir-se. Posseïa tres caps (o tal vegada sis), tots ells amb tres fileres de punxeguts ullals. Vivia a l'estret de Messina, al costat de Caribdis, i va ser transformada pels déus, amb el temps, en una roca, encara existent, que suposava greus perills per als navegants.
Escil·la no sempre havia estat un monstre sinó que fou una bella donzella, plena de dolçor. Un dia que jugava alegrement en la platja, el déu marí Glauc la va observar, asseguda en una ombria caleta, rentant-se els bells peus en les cristal·lines aigües. Després d'haver admirat la seva bellesa des de lluny, va nedar fins a ella i li va parlar cortesament per a intentar conquistar-la. Però a Escil·la li causava temor la gran cua de peix del déu, que no tenia cames, i sentia aversió pel seu cabell ple de zitzànies. Potser avorrís, més que gens, el seu aire envanit; perquè Glauc s'havia envanit molt des que va menjar una herba màgica que ho va convertir de simple pescador en déu.
Glauc, que no estava disposat a tolerar tal desdeny, va acudir a la maga Circe per a assolir l'amor d'Escil·la per ardits de bruixeria. No obstant això, Circe no estava disposada a ajudar Glauc, car també estava enamorada d'ell; i, encara que el va intentar convèncer que dediqués el seu amor a algú més digne d'ell, es va veure obligada, per les contínues pressions, a ajudar-li a aconseguir els seus propòsits. Per a això li va lliurar una poció, donant-li una sèrie d'instruccions sobre el seu ús. Fent cas de Circe, Glauc va abocar aquell líquid a la caleta on Escil·la solia banyar-se. Un dia que aquesta va acudir alegrement a donar-se un capbussó, va observar de cop i volta com una gossada començava a atacar-la.
Espantada, va tractar de defensar-se, però aviat va observar horroritzada que aquests gossos partien de la seva cintura i que estava començant a transformar-se en el temible ésser que abans hem comentat. Glauc, que vigilava des de la distància, en veure l'ocorregut, va perdre tot l'interès per ella i va marxar.
Altra versió de la llegenda diu que l'enamorat de la noia va ser Posidó, i que la seva esposa, Amfitrite, gelosa, va demanar a Circe que elaborés tal venjança, si bé el desenvolupament de la història és el mateix.
De la narració sobre Escil·la i Caribdis sorgeix l'expressió: «Estar entre Escil·la i Caribdis», que significa, «estar entre l'espasa i la paret», o sigui, en un problema de difícil (si no impossible) solució.